# うまい!の極み
『うまい!の極み』（うまいのきわみ）は、CBCテレビで放送されているミニ番組。2005年1月11日放送開始。

## 放送時間
いずれもJST。
- 土曜 18:50 - 18:55（2024年10月 - ）

過去の放送時間
- 火曜 21:54 - 22:00（2005年1月 - 2016年3月）
- 火曜 22:54 - 23:00（2016年4月 - 2018年3月）
- 火曜 23:07 - 23:10（2018年4月 - 2019年4月23日）
- 火曜 22:57 - 23:00（2019年4月30日 - 2024年9月）

## 提供
- アサヒビール

## 番組概要
- 東海地方の旬の素材でつくる、おいしい酒の肴やおかずを紹介する番組。

## リポーター
名古屋を中心に活動を行っている。
- 荒戸完 - ラジオパーソナリティ
- 川村茉由 - ラジオパーソナリティ、モデル

過去
- 白井奈津
- 安田遥香（アホロートル）